# Juan Pardo (cantante)
Juan Ignacio Pardo Suárez (Palma de Mallorca; 11 de noviembre de 1942), conocido artísticamente como Juan Pardo, es un cantautor español. Es una de las figuras de la historia musical en España, ya que además de su gran éxito en solitario, formó parte en sus inicios de algunos de los grupos de la década de los 60.
También promovió y compuso temas para otros grandes cantantes como Los Pecos, Rocío Jurado, Luz Casal, Xil Ríos, Camilo Sesto, Andrés do Barro, Chiquetete, Manolo Galván, Massiel o Juan Camacho, entre otros. Además, compuso algunos de los grandes éxitos de Marisol (Pepa Flores) en los años 70, como "Mamy Panchita", "Aquel verano" o "Mi rancho". Fue uno de los cantautores con más canciones registradas. En 2003, coincidiendo con el lanzamiento de su último álbum de estudio, Lúa Chea, la discográfica EMI reveló que es el compositor que más derechos de autor genera a la SGAE.

## Primeros años de vida
Nació en Palma de Mallorca, donde su padre, Carlos Pardo, entonces capitán de navío, estaba destinado en la Estación Naval de Sóller, pero se crio en Ferrol (Galicia), donde su familia se instaló cuando él tenía dos años; después vivieron en Cartagena, otra vez en Palma y, finalmente, de nuevo en Ferrol, que siente como su tierra. Su padre, almirante de la Armada, quería que Juan ingresara en la Escuela Naval, pero fue rechazado porque es daltónico. Cuatro de sus hermanos sí fueron oficiales de la Armada. Estudió en el colegio Tirso de Molina, de los Padres Mercedarios, de Ferrol. Ya en Madrid estuvo en el Colegio Mayor Jorge Juan. Fue en esa época cuando comenzó a tomar contacto con músicos y cantantes del momento. Es un gran esquiador, de hecho es monitor de este deporte.

### Matrimonio e hijos
Estuvo casado con la cubana Emy de la Cal (1970-1983), con la que tuvo dos hijas: Teba Pardo (1971) y Lys Pardo (1975).

## Vida artística
Su carrera profesional comenzó en Los Vándalos. Luego formó parte de Teleko y de Los Pekenikes, grupo en el que sustituyó a Antonio Morales Junior, con el que más adelante formaría un dúo.
De acuerdo con el historiador José Ramón Pardo —exbajista de Los Teleko y primo suyo—, cuando Juan Pardo acudió por primera vez al estudio de grabación con Los Pekenikes —todavía un grupo vocal—, el grupo no había informado a la compañía, Hispavox, del cambio de cantante, lo que dio lugar a una curiosa anécdota. Al cabo de un buen rato de grabación, el director artístico de la compañía llamó aparte a Alfonso Sainz, líder de la banda, y le dijo: «mira, volved a llamar a Junior. Ese chico que habéis traído no sirve para cantante y jamás hará carrera». Por supuesto, «ese chico» era Juan Pardo y, por cierto, finalmente no cantaría en el disco. Eso le permitiría grabar con Philips un disco con su banda, los Teleko —Juan Pardo y su conjunto—, aunque finalmente no tocarían ellos, sino los omnipresentes Los Relámpagos.
Unos meses más tarde se confirmó definitivamente la marcha de Junior de Los Pekenikes y Pardo ocupó su lugar, ahora aceptado por la compañía. Con ellos llega a grabar doce canciones, entre ellas «Da Dou Ron Ron», «La bamba», «Al fin lloré» y «Ella te quiere» —versión española del «She Loves You» de The Beatles—, lo que convierte a Los Pekenikes en el primer grupo español en traducir a la banda de Liverpool, antes que Los Mustang.
Más tarde fue cantante en Los Brincos (1964-1966), donde al fin coincidió con Junior. Dos años más tarde ambos abandonaron el grupo y formaron Juan y Junior (1966-1969). Sus discrepancias con Junior llevaron a la disolución del dúo y al comienzo de la carrera de Pardo en solitario en 1969. Nadie logró superarle en la lista de éxitos de ese año con «La charanga». En este mismo año (1969), aparece su primer trabajo de larga duración, el disco: Juan Pardo, editado por Zafiro y producido por David Pardo —nada que ver con su familia— con temas como «Busca un amor» —compuesto para Fórmula V, aunque Juan presenta aquí su propia versión con letra distinta—, «Barcelona», «Canciones», «Mi Lady» —una preciosa nana— o «Flamenco blues». Le sigue el disco Soledades en 1970, en el mismo sello, con «Un año más», «Quise por querer» y la canción que dio título del disco.
Durante 1969 y 1970, lanza varias canciones en formato de sencillo que escalaron lo más alto de las listas de aquella época y fueron muy populares, como: «Cuando te enamores», «Toros en México», «Meu ben dorme», «A Marián niña», «Leonor»... 
Asimismo, durante esta época —principios de los años 1970—, se dedica a promocionar y lanzar a nuevos artistas, con canciones aportadas por él en muchos casos, entre los que se encuentran Cristina, ya en solitario tras dejar Los Stop, con canciones como «Amor prohibido», «Barco a vela», «Las calles mojadas», «Canción de soñar», «Jacinto», «Mama Samba», «El último día de amor» o «Muy bien, vete de mi», La Pandilla —para los que compone la célebre «Capitán de madera»—, Andrés do Barro, Camilo Sesto, Juan Camacho, Emilio José y Peret y más adelante, en los 80, Iván, Los Pecos, Parchís y Xil Ríos. En 1971 cambia de sello al terminar su contrato con Zafiro, quedando pendiente alguna cláusula que impide reeditar ciertos discos de la época. Una vez firmado con Ariola, publica en 1973 My Guitar, cantado en lengua inglesa. 
Ese mismo año, aparece la canción «Adiós a Mariquiña», grabada en castellano y gallego, que trata de un poema de Manuel Curros Enríquez musicado por Juan. Sigue intentando colocar éxitos en el mercado anglosajón y en el 74 edita Conversations with Myself, de nuevo —y siempre a partir de ahora— producido por Juan y cuya canción-título, editada en sencillo en versión española —«Conversaciones conmigo mismo»—, le dio un éxito aquel año. Aquí termina la trilogía de obras en inglés, con clara orientación al pop y al rock y al mercado anglosajón. 
Al año siguiente lanza Hotel Tobazo, donde decide que quiere ser un compositor y cantante en español y romántico, pero con «amaneramientos» bebidos del pop y del rock —que nunca abandonará a lo largo de toda su carrera posterior—. Este trabajo cuenta con los arreglos y teclados de Eduardo Leiva —habitual en los próximos discos— y las guitarras de Tony Obrador —otro expekenike— y los coros de Luz Casal y Ana Oz —del dúo Ana y Johnny, muy conocido por aquella época—. No hay que olvidar su Calypso Joe (1975), disco que se recrea en los ritmos jamaicanos. 
En el año 1976, graba un particular homenaje a su tierra de adopción, Galicia, el disco cantado íntegramente en gallego Galicia miña nai dos dous mares, poniendo música a poemas de Antonio D. Olano, Eduardo Pondal y Ramón Cabanillas, con una sola excepción, la canción que da título al disco y con otra anécdota: se autoriza a Juan a grabar el Himno de Galicia.
Después de grabar en Inglaterra el disco Amor mío (1977), que contiene dos de sus mejores temas de esta época: «Mi herida» y «Amor mío», finaliza su contrato con Ariola y se edita el obligado Grandes éxitos (1978).
Justo unos meses antes del disco anteriormente citado lanza un sencillo con temas no incluidos posteriormente en ningún disco: «Eso le ha pasado a todos» y «A tus pies madame». 
Por esta época Juan compone el tema Quijote/Sancho para la exitosa serie animada de TVE Don Quijote de la Mancha. Además de componer y grabar, Juan también gestiona y produce la carrera de uno de los duetos más exitosos de la historia de España: Los Pecos con los que siempre ha guardado una excelente relación. Produce el disco infantil Cosas de niños,en el que participan Víctor Manuel, Ana Belén, Miguel Bosé, Eva y Mocedades.
En 1980 lanza el disco Juan, mucho más Juan —en nueva casa, Hispavox—. Los temas «Amar después de amar» y «No me hables, no me hables» consiguieron un éxito fulgurante en España, Hispanoamérica e incluso el segundo título escaló puestos en las listas alemanas. 
En marzo de 1982 participa como artista invitado en el programa de Televisión Española De ahora en adelante, dirigido y presentado por Miguel de los Santos, presentando como artista invitada a Yuri por primera vez en España. En este mismo programa presenta la primicia de su gran éxito Bravo por la música —del que se llegaron a vender 600 000 copias—.
En 1983 presenta su doble disco Caballo de batalla. Al año siguiente (1984) hace las «paces musicales» con Fernando Arbex y editan un disco compuesto por ambos, Un sorbito de champagne. En 1985 edita en sencillo el tema «Ciudadanos del mundo... (Abrid los brazos)», dedicado a las personas deficientes mentales. 
El año 85 lo salda con un disco doble grabado en directo —Pardo por la música—. Posteriormente lanza Qué tienes en la cama con colaboraciones de Los Chunguitos —en el tema que da título al disco y que tiene aires de rumba— y Mari Trini. En 1987 sale Mírame de frente. 
En 1989 edita uno de los mejores trabajos de su carrera: Gallo de pelea. Al año siguiente, el disco que gusta por su humanidad cotidiana Uno está solo y en el año 1991, el espiritual Me compré unas alas. Es en estos años de gran éxito de Juan Pardo cuando compone un disco para Rocío Jurado en la que se incluye uno de los más exitosos temas de la chipionera: «Punto de partida».
Juan Pardo termina 1992 con un recopilatorio doble, en forma de grandes éxitos, titulado Sinceramente Juan, donde recoge temas del inicio de su carrera en solitario, dos de ellos vueltos a grabar en gallego —«A charanga» y «Anduriña»— y un tema nuevo «Lo nuestro muere». La niña y el mar sale al año siguiente y en 1995, la obra Año nuevo. Juan Pardo tiene una casa en Remesar, una aldea de Galicia que está cerca de Santiago y pertenece al Ayuntamiento de A Estrada y en este nuevo trabajo Pardo dedica una canción a ese pueblo llamada «Campos de Remesar»,
En 1997 saca un doble compacto, Alma galega, de gran venta, que se recrea en tonadas tradicionales gallegas y canciones propias compuestas a lo largo de su carrera, junto a otras de nueva factura. Contó con distintas colaboraciones: la del cantautor y compositor gallego Xil Ríos, Joan Manuel Serrat, Paloma San Basilio, Gwendal y Amancio Prada, Ana Kiro y la cantante y pintora ferrolana María Manuela, así como, El Consorcio, Xosé Manuel Budiño o Tita. A principios de 1999, Pardo sorprende con un gran disco, Pasión por la vida, que es, un poco, como volver a sus inicios, con canciones más potentes, ritmos más acelerados y menos baladas. 
En 2001 se puso a la venta el nuevo proyecto discográfico de Juan, denominado Trigeneración, trabajo ambicioso y con significado muy especial para Juan, por lo que representa: un resumen de su carrera con Los Brincos, con Juan y Junior y en solitario, que abarca justo tres generaciones: años 60, 70 y 80. Se trata de nuevas grabaciones de los famosos temas, con arreglos nuevos. Su último disco se edita en 2003 bajo el título Lúa chea en el que Juan da finalizada su exitosa carrera musical tras medio siglo subido a los escenarios.
Actualmente, Juan lleva una vida relajada y feliz entre Madrid y Galicia pero sin dejar a un lado su vena artística ya que su principal hobby es la pintura. En 2016 cede su retrato de la cantante Cecilia, de la que fue amigo, para que sirva de portada al disco Todo Cecilia: 40 aniversario, publicado con motivo del aniversario de su prematuro fallecimiento.
Tras diez años alejado de los escenarios. Juan Pardo produce el disco De familia de la cantante Lys Pardo, su hija, que recrea varias canciones de Los Brincos, Juan y Junior y el propio Juan Pardo. En dicho trabajo aparece un dueto de padre e hija, en la versión de «Anduriña». En 2017 graba a dúo con Lys, el clásico «Somethin' Stupid» de Carlson Parks y Gail Foote que popularizaran Frank Sinatra y su hija Nancy.

## Filmografía
Juan Pardo ha actuado en varias películas en sus primeros años de trayectoria:
- Como protagonista, con Junior Un mundo diferente (1968).
- A 45 revoluciones por minuto (1969).
- Rostros (1978) junto a Carmen Sevilla.

Y le puso la música a otras:
- Zampo y yo (1965),
- Más bonita que ninguna (1965).
- Solos los dos (1968).
- Si Fulano fuese Mengano (1971).
- La revolución matrimonial (1974).
- La guerra de los niños (1980).

## Discografía

### Álbumes
- Juan Pardo con su conjunto (1962-1963).
- Ayer, ahora es hoy (1969).
- La charanga (con Junior) (1969).
- Juan Pardo (1969).
- Soledades (1971).
- Juan & Andee (1971).
- Natural (1972).
- My Guitar (1973).
- Rareza en forma de 45 rpm (1973).
- Conversations with Myself (1974).
- Hotel Tobazo (1975).
- Calypso Joe (1976).
- Cuando te enamores (1976).
- Galicia miña nai dos dous mares (1976).
- Juan Pardo (1977).
- Amor mío (1978).
- Grandes éxitos (1981).
- Juan mucho más Juan (1980).
- Bravo por la música (1982).
- Caballo De Batalla 2 Álbumes (1983).
- Un sorbito de champagne (1984).
- Pardo por la música (1985).
- Qué tienes en la cama (1986).
- Mírame de frente (1987).
- Oro compacto (1987).
- Gallo de pelea (1989).
- Uno, está solo (1990).
- Me compré unas alas (1991).
- Sinceramente Juan (1992).
- La niña y el mar (1993).
- Año nuevo [1995).
- Pardo por la música (1996).
- Simplemente lo mejor (1996).
- Alma galega (1997).
- En vivo (1997).
- Pasión por la vida (1999).
- Trigeneración (2001).
- Lúa Chea (2003).
- Orígenes (2016).

### Sencillos
- ("La charanga" "Ya se acabó") (1969).
- "Toros en México" (1969).
- "Meu ben dorme" (1970).
- "A Marián niña" (1971).
- ("Cuando te enamores", "Flores distintas") (1971).
- "Un año más" (1971).
- ("María Magdalena", "Lonely man")(1973).
- "Adiós a Mariquiña" (1973).
- "Mi guitarra" (1973).
- ("Conversaciones conmigo mismo", "Emily") (1974).
- "Autorretrato" (1975).
- ("Mis canciones", "Quedate") (1975).
- "Eso le ha pasado a todos" (1977).
- "A tus pies madame" (1977).
- ("My guitar", "María Magdalena") (1978).
- ("Agua", "Conversaciones conmigo mismo") (1980).
- ("Amar después de amar", "No me hables") (1980).
- "No me hables" (1981).
- "Sin ti" (1981).
- "Hasta mañana" (1982).
- "Hay que ver" (1982).
- ("Bravo por la música", "Dame una oportunidad") (1982).
- ("Ahora que no estás", "Tarareando")(1983).
- "Caballo de batalla" (1983).
- ("Cazador", "Pasar por encima") (1984).
- "Ninna" (1984).
- "Por favor, un favor" (1984).
- "Ciudadanos del mundo" (1985).
- ("Qué peligro tiene", "Perdona") (1985).
- "Dos locos" (1986).
- "No me hables" (en vivo, 1986).
- "Otra vez" (1986).
- "Mírame de frente" (1987).
- "Gallo de pelea" (1989).
- "Que yo deje de quererte" (1991).
- "Yo te olvidaré" (1992).
- "Lo nuestro muere" (1992).
- Something stupid (2017)(Con Lys Pardo).

### Como autor para otros artistas (lista incompleta)
- Busca un amor (1968), Fórmula V
- El campo alegre (1969), Fórmula V
- Contra el cristal (1969), Miguel Ríos
- Alguien que pasó (1969), Julio Iglesias
- Despertar a tu lado (1969), Olga Guillot
- Capitán de madera (1970), La Pandilla
- Como cantan las sirenas (1970), Massiel
- Eres un ángel (1970), Marisol
- Llegará el verano (1970), Camilo Sesto
- De qué color es el viento (1970), Dyango
- Meu ben dorme (1971), Andrés do Barro
- Mendigo de amor  (1972) , Camilo Sesto
- Mi hogar (1972), Los 3 Sudamericanos
- Chocolate blanco y negro , Los Mismos
- Vamos a bailar  (1973), Juan Camacho
- Mendigo de amor (1973) , Vicente Parra
- Tengo una isla (1973), Los Javaloyas
- Chiquillo moreno (1974) , La Polaca
- Soy tren (1977) , Karina
- Madre / Mi guitarra (1977), Menudo
- La guapa / De papel o de metal (1977), Luz Casal
- Un par de corazones (1978) , Los Pecos
- Garabatos (1979) , Enrique y Ana
- Chocolate blanco y negro/A cambio (1979), Peret
- Ratatata",  (1980) Parchís
- Twist del colegio (1980), Parchís
- Olvídeme, señora / Madre / Señor (1980), Los Pecos
- Corazón de plomo (1981), Parchís
- Cara a cara / Si te puedo besar (1982), Conchita Bautista
- Para pedirte perdón (1983), Pedrito Fernández
- Por qué me habrás besado (1983), Rocío Jurado
- Corazón de hierro (1983), Massiel
- Sin ti Manuel / No hay nadie (1990), Amaya Saizar
- Llueve en la ciudad / Plantada (1991), Karina
- Guadalquivir (1996) , Francisco
- A ti mujer (1999), Juan Bau
- Todo termina (2013), Clara Montes